# Polychidium
Polychidium är ett släkte av lavar. Enligt Catalogue of Life ingår Polychidium i familjen Massalongiaceae, ordningen Peltigerales, klassen Lecanoromycetes, divisionen sporsäcksvampar och riket svampar, men enligt Dyntaxa är tillhörigheten istället familjen Placynthiaceae, ordningen Peltigerales, klassen Lecanoromycetes, divisionen sporsäcksvampar och riket svampar.
|             | Massalongia |
|             | |
|             | Leptochidium |
|             | |
| Polychidium | \| \| Polychidium contortum \| \| \| \| \| \| Polychidium dendriscum \| \| \| \| \| \| Polychidium muscicola \| \| \| \| \| \| Polychidium contortum \| \| \| \| \| \| Polychidium dendriscum \| \| \| \| \| \| Polychidium muscicola \| \| \| \| \| \| Polychidium polychidioides \| \| \| \| |
|             | \| \| Polychidium contortum \| \| \| \| \| \| Polychidium dendriscum \| \| \| \| \| \| Polychidium muscicola \| \| \| \| \| \| Polychidium contortum \| \| \| \| \| \| Polychidium dendriscum \| \| \| \| \| \| Polychidium muscicola \| \| \| \| \| \| Polychidium polychidioides \| \| \| \| |
|             | Pilonema |
|             | |
|             | Polychidium contortum |
|             | |
|             | Polychidium dendriscum |
|             | |
|             | Polychidium muscicola |
|             | |
|             | Polychidium contortum |
|             | |
|             | Polychidium dendriscum |
|             | |
|             | Polychidium muscicola |
|             | |
|             | Polychidium polychidioides |
|             | |

|  | Polychidium contortum      |
|  |                            |
|  | Polychidium dendriscum     |
|  |                            |
|  | Polychidium muscicola      |
|  |                            |
|  | Polychidium contortum      |
|  |                            |
|  | Polychidium dendriscum     |
|  |                            |
|  | Polychidium muscicola      |
|  |                            |
|  | Polychidium polychidioides |
|  |                            |